# Alexandra Botez
Alexandra Botez (24 de septiembre de 1995) es una jugadora de ajedrez y comentarista estadounidense-canadiense, streamer de Twitch y YouTuber. Como jugadora, se convirtió en cinco veces campeona nacional femenina de Canadá y ganó las competencias nacionales femeninas de EE. UU. A los quince años logró su calificación Elo más alta de la FIDE de 2092 en marzo de 2016, y a 2022 ostenta el título de Maestra Femenina de la Federación Internacional de Ajedrez.
Botez comenzó a transmitir contenido de ajedrez en línea en 2016 mientras estudiaba en la Universidad Stanford. Ahora administra los canales BotezLive de Twitch y YouTube con su hermana menor Andrea, y tienen más de 1 700 000 seguidores.
Botez ha detallado públicamente sus encuentros con el sexismo y la misoginia en los torneos de ajedrez y ha abogado por una mayor diversidad de género. Como figura destacada del ajedrez, fue elegida miembro de la Junta Directiva de la Fundación Susan Polgar, una organización sin fines de lucro 501 (c) 3 que tiene como objetivo romper las barreras de género en el juego a través de becas y premios.

## Trasfondo y biografía
Botez nació el 24 de septiembre de 1995 de padres rumanos. Aunque nació en Dallas, Texas, se mudó y se crio en Vancouver, Columbia Británica, Canadá. El padre de Botez la introdujo al ajedrez y comenzó a entrenarla cuando tenía seis años. Con el tiempo se convirtió en miembro del club de ajedrez del Centro Comunitario Rumano, Golden Knights, dirigido por el maestro de ajedrez Valer Eugen Demian.

## Carrera

### Ajedrecística

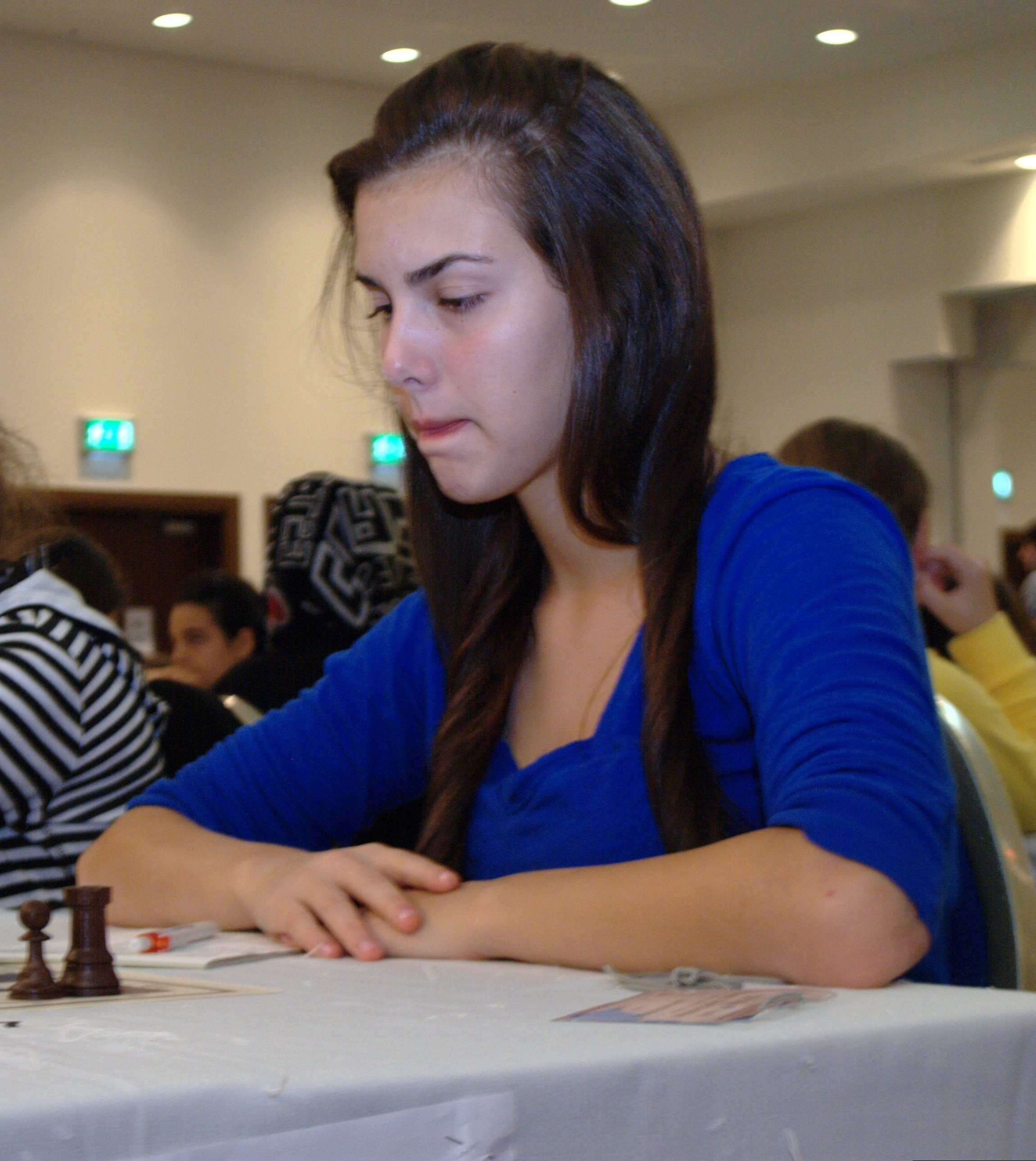
Botez En 2010

En 2004, Botez ganó su primer campeonato nacional canadiense a los ocho años. Finalmente jugó para la Selección Nacional Canadiense en 2010 y ganó cuatro títulos nacionales juveniles canadienses más. Después de regresar a los Estados Unidos, Botez ganó los US Girls Nationals a los quince años y representó dos veces al estado de Oregon en el SPF Girls 'Invitational. En 2013, Botez logró la norma del título Woman FIDE Master.
Después de asistir a la escuela secundaria en Oregón, Botez obtuvo una beca completa de ajedrez para la Universidad de Texas Dallas. Sin embargo, al decidir dar prioridad a los académicos, decidió estudiar Relaciones Internacionales con un enfoque en China en la Universidad de Stanford. Durante su segundo año en 2014, Botez se convirtió en la segunda mujer presidenta del Club de Ajedrez de la Universidad de Stanford después de Cindy Tsai en 2005. Se graduó en 2017.
Además de su carrera ajedrecística, Botez sirvió un breve período como comentarista de ajedrez. Cubrió las finales de la PRO Chess League 2018 y 2019, el campeonato de ajedrez por equipos más popular, junto con el MI Daniel Rensch, el MI Anna Rudolf y el GM Robert Hess.
A partir de abril de 2021, Botez tiene una calificación Elo de la FIDE de 2020 en ajedrez estándar y 2059 en blitz, lo que la coloca entre las 10 mejores jugadoras canadienses.

### Streaming
En 2016, Botez comenzó a transmitir contenido de ajedrez en Twitch durante su tercer año en la Universidad de Stanford . Su canal ganó popularidad rápidamente, y en 2020 se unió a ella su hermana menor Andrea (nacida el 6 de abril de 2002). Juntos, albergan los canales de BotezLive Twitch y Youtube, que han obtenido más de 700 000 seguidores. Las hermanas colaboran frecuentemente con otros streamers de ajedrez en la plataforma, como GM Hikaru Nakamura y WGM Qiyu Zhou.
La popularidad del streaming de Botez la ha ayudado a convertirse en una de las caras más reconocidas en la plataforma Chess.com. En respuesta a su prominencia como jugadora de ajedrez, los principales medios de comunicación a menudo comparan a Botez con la ficticia Beth Harmon, protagonista de The Queen's Gambit.

### Otro trabajo profesional
En 2017, Botez cofundó CrowdAmp, una empresa de redes sociales. A mayo de 2019, esa empresa dejó de operar. 
En abril de 2020, Botez fue elegida miembro de la junta directiva de la Fundación Susan Polgar, una organización sin fines de lucro 501 (c) 3 que aboga por romper las barreras de género en el ajedrez. En los últimos dieciocho años, la Fundación Susan Polgar ha ayudado a ofrecer más de seis millones de dólares en becas y premios de ajedrez a los estudiantes.
En diciembre de 2020, las hermanas Botez firmaron con la organización de deportes electrónicos Envy Gaming con sede en Texas. Al asociarse con las hermanas Botez, Envy espera expandir su red de embajadores con diversos creadores de contenido de juegos.

## Estilo de juego y juegos notables
|       |       |       |       |       |       |       |       |    |  |
|       | a8 rd | b8    | c8    | d8    | e8    | f8 rd | g8 kd | h8 |  |
| a7 pd | b7 pd | c7    | d7 bd | e7    | f7 pd | g7 pd | h7 bl |    |  |
| a6    | b6    | c6    | d6    | e6    | f6    | g6    | h6    |    |  |
| a5    | b5    | c5 qd | d5 nl | e5    | f5    | g5    | h5    |    |  |
| a4    | b4    | c4    | d4    | e4    | f4 pl | g4    | h4    |    |  |
| a3    | b3 pl | c3    | d3    | e3 pl | f3    | g3    | h3 pl |    |  |
| a2 pl | b2    | c2    | d2    | e2    | f2    | g2 pl | h2    |    |  |
| a1    | b1    | c1    | d1 ql | e1    | f1 rl | g1 kl | h1    |    |  |
|       |       |       |       |       |       |       |       |    |  |

Por lo general, Botez juega al ajedrez con un estilo de juego agresivo y adaptativo. En la Olimpiada de Ajedrez de 2016 celebrada en Noruega, mostró su estilo de ataque contra su oponente Anzel Solomons. Durante este partido, Botez, jugando como blancas, ofrece cambiar su torre por el caballo de Salomón en la jugada 20. Solomon acepta este intercambio. Sin embargo, esto demuestra ser un error táctico que vuelve el juego a favor de Botez. Aprovechando la oportunidad, Botez sacrifica su alfil en la jugada 21, lo que finalmente le permite hacer jaque con su dama en la jugada 22 y jaque con su caballo en la jugada 23. Solomons se ve obligada a sacrificar su reina para ser liberada del jaque de Botez en el movimiento 23. Habiendo construido una sólida ventaja, Botez avanza sus peones en el flanco de rey hasta que Solomons renuncia al juego.
1. d4 d5 2. c4 c6 3. Cf3 Cf6 4. Cc3 e6 5. e3 Cbd7 6. Ad3 Ad6 7. O-O O-O 8. b3 e5 9. cxd5 cxd5 10. Cb5 Ab8 11. dxe5 Cxe5 12. h3 Ce4 13. Ab2 Df6 14. Cxe5 Axe5 15. Axe5 Dxe5 16. Tc1 Ad7 17. f4 De7 18. Cc7 Cc5 19. Cxd5 Dd6 20. Txc5 Dxc5 21. Axh7+ Rxh7 22. Dh5+ Rg8 23. Cf6+ gxf6 24. Dxc5 Ac6 25. Df5 Rg7 26. Dg4+ Rh7 27. Df5+ Rg7 28. e4 Tad8 29. Tf3 Td1+ 30. Rh2 Tfd8 31. Tg3+ Rf8 32. Dc5+ Re8 33. Tg8+ Rd7 34. Txd8+ Rxd8 35. h4 Rc7 36. h5 Td8 37. De7+ Td7 38. Dxf6 Rc8 39. Df5 1@–0
La apertura más jugada de Botez es la Defensa India del Rey, en la que las negras permiten que las blancas avancen sus peones al centro del tablero en los dos primeros movimientos.
El «Gambito de Botez», un término irónico, es cuando un jugador pierde accidentalmente su reina. Se originó con los espectadores de las transmisiones de Botez, pero Botez misma lo ha usado burlándose de sí misma.

## Sexismo
Botez confía en varias entrevistas con los medios que se ha encontrado con múltiples casos de sexismo a lo largo de su carrera ajedrecística. El ajedrez competitivo ha estado históricamente dominado por los hombres, y los grandes maestros masculinos superaron en número a las mujeres por cincuenta a uno. Botez dice: «Ha tardado mucho en llegar al punto en el que estamos empezando a cambiar el estereotipo [para mostrar] que las mujeres no son genéticamente inferiores a los hombres en el juego de ajedrez».
Aunque The Queen's Gambit de Netflix describe la lucha similar de una protagonista femenina como una jugadora de ajedrez que compite en la década de 1960, Botez afirmó que el programa subestima la misoginia que uno puede encontrar en los torneos de ajedrez. Dijo que el programa pasa por alto muchas realidades, especialmente considerando la década en la que se desarrolla: «Si el programa hubiera sido históricamente exacto, Beth no habría podido competir en ningún evento de campeonato mundial». Botez señaló que en 1986, la gran maestra Susan Polgar fue rechazada para competir en el Campeonato Mundial de Ajedrez debido a su género. Sin embargo, Botez elogió a la protagonista Beth Harmon como una figura llena de matices e inspiradora para las futuras mujeres del ajedrez.